# Historisches Wörterbuch der Philosophie
L'Historisches Wörterbuch der Philosophie (dal tedesco: Dizionario storico della filosofia), abbreviato come HWPh, è un dizionario in lingua tedesca in più volumi sulla storia dei concetti filosofici, pubblicato tra il 1971 e il 2007 dalla Schwabe Verlag di Basilea. I curatori principali furono Joachim Ritter, Karlfried Gründer e Gottfried Gabriel. Si tratta di un'edizione completamente riveduta del Wörterbuch der philosophischen Begriffe (1899) di Rudolf Eisler.

## Concezione e significato
L'Historisches Wörterbuch der Philosophie è il maggiore progetto di successo al mondo della filosofia accademica tedesca. Costituisce una delle basi di lavoro più importanti per la formazione e la ricerca filosofica e umanistica.
Fu originariamente avviato da Joachim Ritter negli anni '60, sulla base del dizionario di Eisler relativo alla storia dei concetti. Il lancio dell'opera fu annunciato nel 1967 dalla rivista specializzata Archiv für Begriffsgeschichte, con l'obiettivo di offrire le spiegazioni per diversi concetti filosofici nei paesi di lingua tedesca. Il dizionario si occupava della storia dei problemi filosofici ritenuti di attualità dai filosofi, nonché della storia dei termini tecnici ad essi collegati.
Il metodo proposto dal dizionario seguiva i parametri del positivismo filosofico e della filosofia neokantiana, cercando di eliminare i significati multipli e conflittuali dei termini filosofici, sostituendoli con definizioni precise e nomenclature uniformi adatte ad essere utilizzate da tutti i filosofi. D'altra parte, la storia dei concetti, come descritta nell'opera, rimane molto vicina alla storia della filosofia, così come quella sviluppata dagli accademici tedeschi a partire dal XVIII secolo.
Un elevato numero di co-editori ha coordinato il lavoro per le voci loro assegnate. L'HWPh indica la "collaborazione di oltre 1.500 studiosi specializzati" che hanno elaborato "3.670 termini in 17.144 colonne". Secondo il volume dell'indice, le voci sono suddivise in 47 diverse categorie tematiche che, oltre alle sottodiscipline filosofiche in senso stretto, comprendono anche astronomia, biologia, geografia, geologia, islam, ebraismo, teoria della cultura, linguistica, teoria della letteratura, matematica, medicina, misticismo, economia, pedagogia, fisica, psichiatria, psicoanalisi, psicologia, sociologia e teologia. 
È stato finanziato dal Ministero Federale dell'Istruzione e della Ricerca, con sede a Bonn e posto la responsabilità dell'Accademia delle Scienze e Lettere di Magonza. Per molto tempo, il dizionario è stato strettamente collegato alla cattedra di Storia della Filosofia dell'Università libera di Berlino, detenuta da Karlfried Gründer.
Dal 1º settembre 2017 esiste la versione online dell'HWPh fruibile come testo completo. La versione online contiene circa 500 correzioni rispetto a quella a stampa.
A causa dell'approccio concettuale relativamente nuovo e della lunga durata del progetto, si possono osservare alcune particolarità:
- lo stile delle voci si sviluppa notevolmente nei volumi successivi. Soprattutto nei primi volumi, si trovano alcune voci scritte con un approccio concettuale limitante;
- la lunghezza delle voci aumenta notevolmente nei volumi successivi (da una media di due colonne per lemma a oltre sei);
- l'ultimo volume è stato pubblicato con un "ritardo" di quasi un quarto di secolo rispetto alla pianificazione originale.

È disponibile un'edizione su licenza per i membri della Wissenschaftliche Buchgesellschaft.
Il Grundriss der Geschichte der Philosophie, pubblicato dalla stessa casa editrice, è la controparte sistematica del dizionario in ordine alfabetico.

## Dati bibliografici

### Descrizione dei singoli volumi
I volumi da 1 a 3 sono stati curati da Joachim Ritter, i volumi da 4 a 10 da Karlfried Gründer, i volumi 11 e 12 da Gottfried Gabriel, il volume degli indici da Margarita Kranz.
- 1° volume (A-C), 1971;
- 2° volume (D-F), 1972;
- 3° volume (G-H), 1974;
- 4° volume (I-K), 1976;
- 5° volume (L-Mn), 1980;
- 6° volume (Mo-O), 1984;
- 7° volume (P-Q), 1989;
- 8° volume (R–Sc), 1992;
- 9° volume (Se–Sp), 1995;
- 10° volume (St–T), 1998;
- 11° volume (U–V), 2001;
- 12° volume (W–Z), 2005;
- 13° volume (indice), 2007.

Il tredicesimo volume contiene un indice di consultazione e un CD-ROM con il testo integrale di tutti i volumi, nonché un software applicativo per Windows e MacOS che consente di effettuare ricerche in modalità testo integrale. Il software non contiene alcun metodo DRM, cosa insolita per questo tipo di opere.

### Edizione completa
- edizione a stampa, 13 volumi pubblicati dal 1971 al 2007, ISBN 978-3-7965-0115-9
- come CD-ROM, 2010, ISBN 978-3-7965-2685-5
- versione online, 2017, ISBN 978-3-7965-3736-3